# Владимир Трошин
Владимир Константинович Трошин (15 май 1926 г. в Михайловск, Свердловска област; 25 февруари 2008 г. в Москва) е съветски и руски певец, театрален и филмов актьор. Той е най-известен като първия изпълнител на хита на руската естрада „Подмосковние вечера“.
Владимир Трожин израства като десето от единадесет деца в семейството си. Баща му, Константин Михайлович Трожин, е стругар, а майка му, Анна Ивановна Бараникова, е домакиня. Владимир Трожин завършва музикално училище и първоначално има различни кариерни стремежи, включително геолог, астроном и лекар. В крайна сметка обаче се установява в драматичния клуб в Културния център „Уралмаша“. През 1942 г. той и приятелите му са приети в училището. По време на Великата отечествена война участва в художествени бригади в болници, чете поезия и пее.

## Награди
- 1951: Държавна награда на СССР (Сталинска награда) втора степен за ролята си на Иван Яркин в пиесата „Втора любов“;
- 1969: Заслужил артист на РСФСР;
- 1984: Народен артист на РСФСР;[1]
- 2006 г. (посмъртно): Награда на град Москва в областта на литературата и изкуството за заслуги към развитието на музикалното изкуство и дългогодишната му творческа дейност.